# Tesouro de Vrap
O Tesouro de Vrap foi descoberto em 1901 ou 1902 perto da vila de Vrap, perto de Tirana. 
Quase todos os tesouros estão no Metropolitan Museum of Art. Seu peso total é de 6,9 kg: 5,5 kg de ouro e 1,4 kg de prata. 
O tesouro quase certamente pertencia a Cuber ou a um dos patrícios bizantinos que o sucederam no distrito de Cutmichevitsa. Existem hipóteses de que os objetos sejam avares ou bizantinos, mas são hipóteses desatualizadas para não reivindicar esse patrimônio cultural e histórico da Albânia ou, principalmente, da Bulgária. 